# Adenia aculeata
Adenia aculeata es una especie de arbusto perteneciente a la familia  Passifloraceae. Es originaria de África oriental.

## Descripción
Es una planta trepadora quer alcanza un tamaño de 5 (-20) m de largo con un tronco de 12 cm en la base, tallos fuertemente espinosos (espinas en las crestas), comparten sin hojas la mayor parte del año; zarcillos individuales estériles de 5-10 cm de largo.

## Ecología
Se encuentra en el matorral seco, matorral costero, pedregales, colinas de yeso, piedra caliza, en localidades con alta insolación, a una altitud de 0-1600 metros en Etiopía, Somalia y Kenia.

## Taxonomía
Adenia aculeata fue descrita por (Oliv.) Engl. y publicado en Botanische Jahrbücher für Systematik, Pflanzengeschichte und Pflanzengeographie 14: 375. 1891.
Sinonimia
- Modecca aculeata Oliv. ex Hook. f.	[3]'

subsp. inermis W.J.de Wilde
- Adenia inermis (W.J.de Wilde) W.J.de Wilde

subsp. manganiana (Chiov.) W.J.de Wilde
- Adenia manganiana Chiov.